# Tiny Dancer
Tiny Dancer („kleine Tänzerin“, engl.) ist ein Lied des Sängers Elton John. Der Liedtext stammt von Bernie Taupin. Es erschien erstmals auf Johns viertem Album Madman Across the Water und wurde im Jahr 1972 als Single veröffentlicht. Das Lied erreichte in den Vereinigten Staaten dreifachen Platin-Status und auch im Vereinigten Königreich einen Platin-Status. Auch in den deutschsprachigen Ländern war das Lied äußerst erfolgreich.

## Struktur
Eine Besonderheit des Liedes ist seine ungewöhnliche Struktur. Der erste Refrain des Songs wird erst nach 2 Minuten und 33 Sekunden gespielt. Elton John lässt die Zuhörer somit sehr lange darauf warten. Dass das Lied die Zuhörer dadurch nicht langweilt, liegt an gleich zwei Strophen, die vor dem Refrain gespielt werden und er die Zuhörer auf den Refrain gut vorbereitet. Dieser wirkt dadurch fast schon wie eine Erlösung. Bob Dylan fragte Elton John dazu einmal, ob er sich nach und nach, spontan zu diesem Refrain vorgearbeitet oder diesen aber von Anfang an zu Ende gedacht habe. John antwortete: „Das ist eine sehr gute Frage. Tiny Dancer hat einen wirklich langen Liedtext, einen sehr filmischen, Kalifornien-in-den-frühen-70ern-Liedtext, es hatte also zwei Strophen und eine Bridge, bevor es überhaupt zum Refrain gelangt, und es eignet sich für einen langen Aufbau. Die Bridge bereitet es gut vor, dann verlangsamt es sich für einen Moment – ‚when I say softly, slowly…‘. Diese Zeile deutete auf einen großen Refrain hin. Ich erinnere mich nicht so sehr daran, es zu schreiben, aber ich erinnere mich sehr wohl an den Versuch, es so kalifornisch wie möglich klingen zu lassen. Ein Lied wie dieses zu schreiben ist echt ein bisschen wie sich einen runterholen. Man möchte einen guten Höhepunkt haben, man möchte ihn aber nicht zu schnell vorbei sein lassen – man möchte sich dahin vorarbeiten. Bernies Liedtext brauchte so lange, um zum Refrain zu gelangen. Ich dachte: ‚Scheiße, der Refrain sollte lieber etwas Besonderes sein, sobald er endlich ankommt.‘ Und er fühlt sich wortwörtlich an wie ‘ich komme’.“

## Kommerzieller Erfolg

### Chartplatzierungen
| ChartsChartplatzierungen       | Höchstplatzierung | Wochen |
| ------------------------------ | ----------------- | ------ |
| Vereinigte Staaten (Billboard) | 41 (7 Wo.)        | 7      |

### Auszeichnungen für Musikverkäufe
| Land/Region                  | Auszeichnungen für Musikverkäufe (Land/Region, Auszeichnung, Verkäufe) | Verkäufe  |
| ---------------------------- | ---------------------------------------------------------------------- | --------- |
| Australien (ARIA)            | 7× Platin                                                              | 490.000   |
| Dänemark (IFPI)              | Platin                                                                 | 90.000    |
| Italien (FIMI)               | Gold                                                                   | 35.000    |
| Neuseeland (RMNZ)            | 6× Platin                                                              | 180.000   |
| Vereinigte Staaten (RIAA)    | 5× Platin                                                              | 5.000.000 |
| Vereinigtes Königreich (BPI) | 3× Platin                                                              | 1.800.000 |
| Insgesamt                    | 1× Gold · 22× Platin ·                                                 | 7.595.000 |

Hauptartikel: Elton John/Auszeichnungen für Musikverkäufe

## Coverversionen und Adaptionen
Tiny Dancer wurde in den folgenden Jahrzehnten von zahlreichen Musikern und Bands gecovert, unter anderem von Ben Folds (2002) und Florence + the Machine (2018).
Ein Remix des Liedes mit dem Titel Tiny Dancer (Hold Me Closer) von Ironik mit Chipmunk und Elton John (im Refrain) erreichte 2009 Platz 3 der britischen Single-Charts.
Elton John selbst verwendete den Refrain des Liedes neben Elementen weiterer von ihm gesungener Titel (Don’t Go Breaking My Heart von 1976 und The One, Titelsong des gleichnamigen Albums von 1992) für Hold Me Closer, ein Duett mit Britney Spears. Die 2022 veröffentlichte Single erreichte die Spitze oder Top-Ten-Positionen in den Charts einer Reihe von Ländern.